# Alpiner Pfad

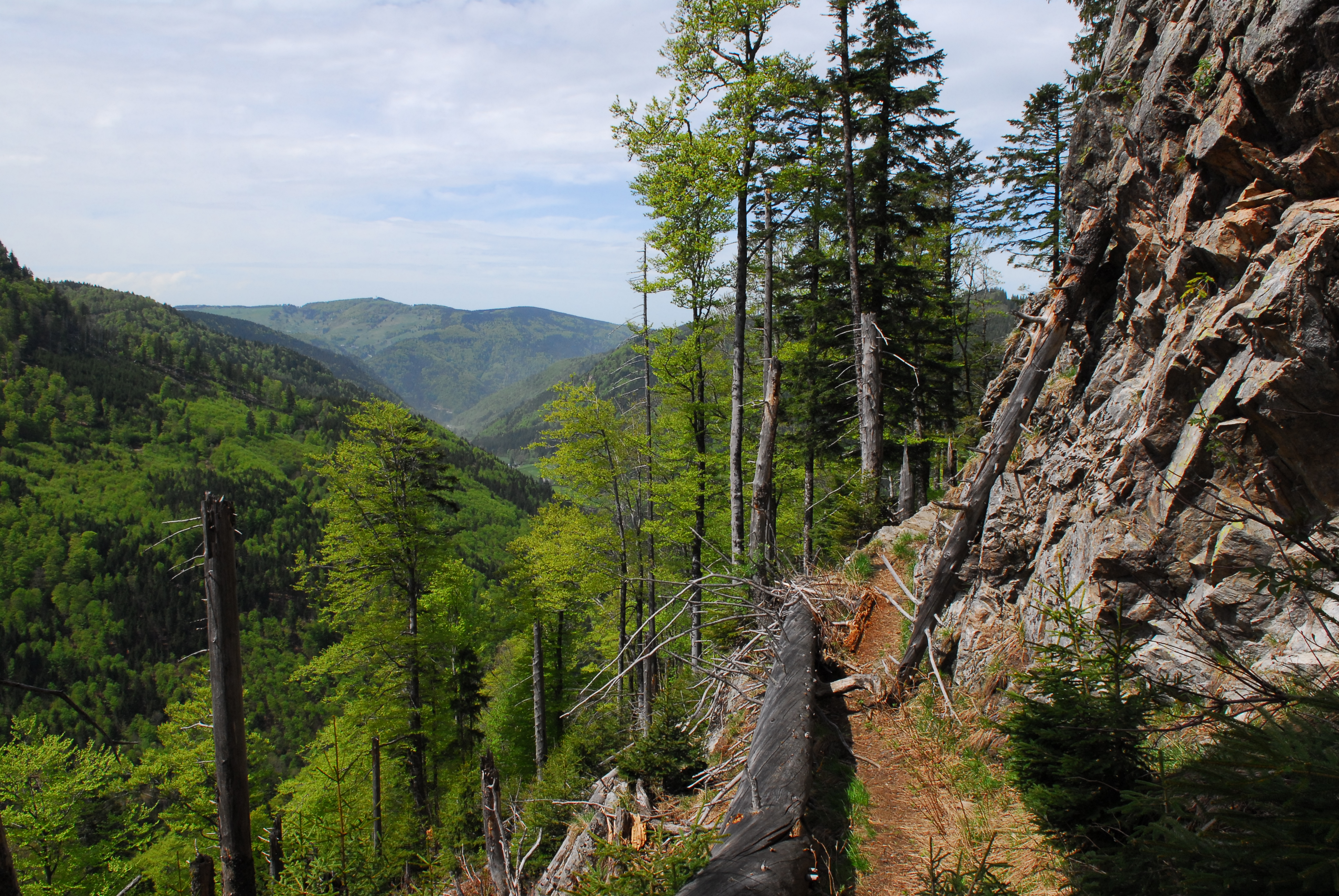
Felspassage, St. Wilhelmer Tal

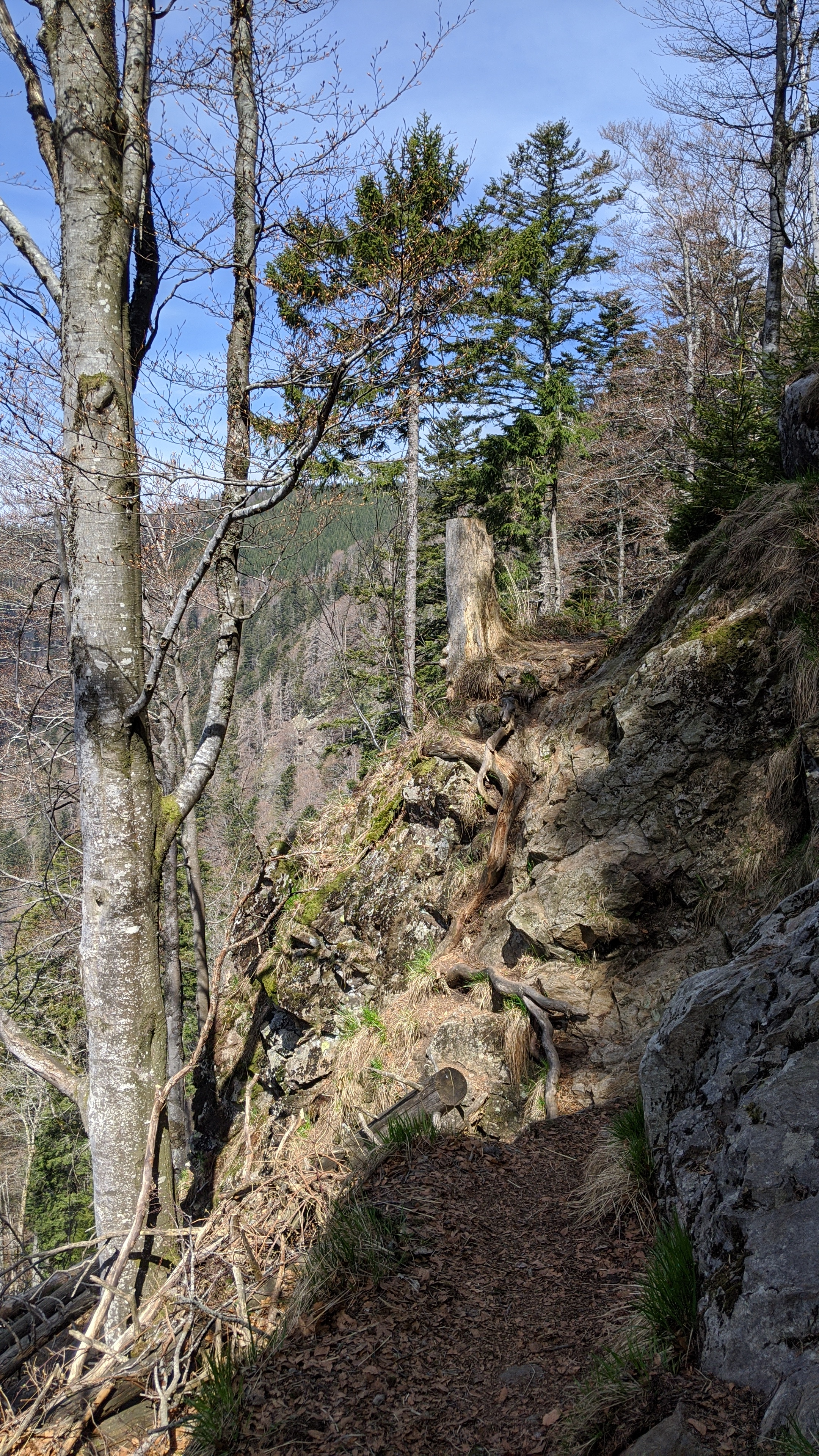
Anspruchsvoller wilder Pfad im Steilhang

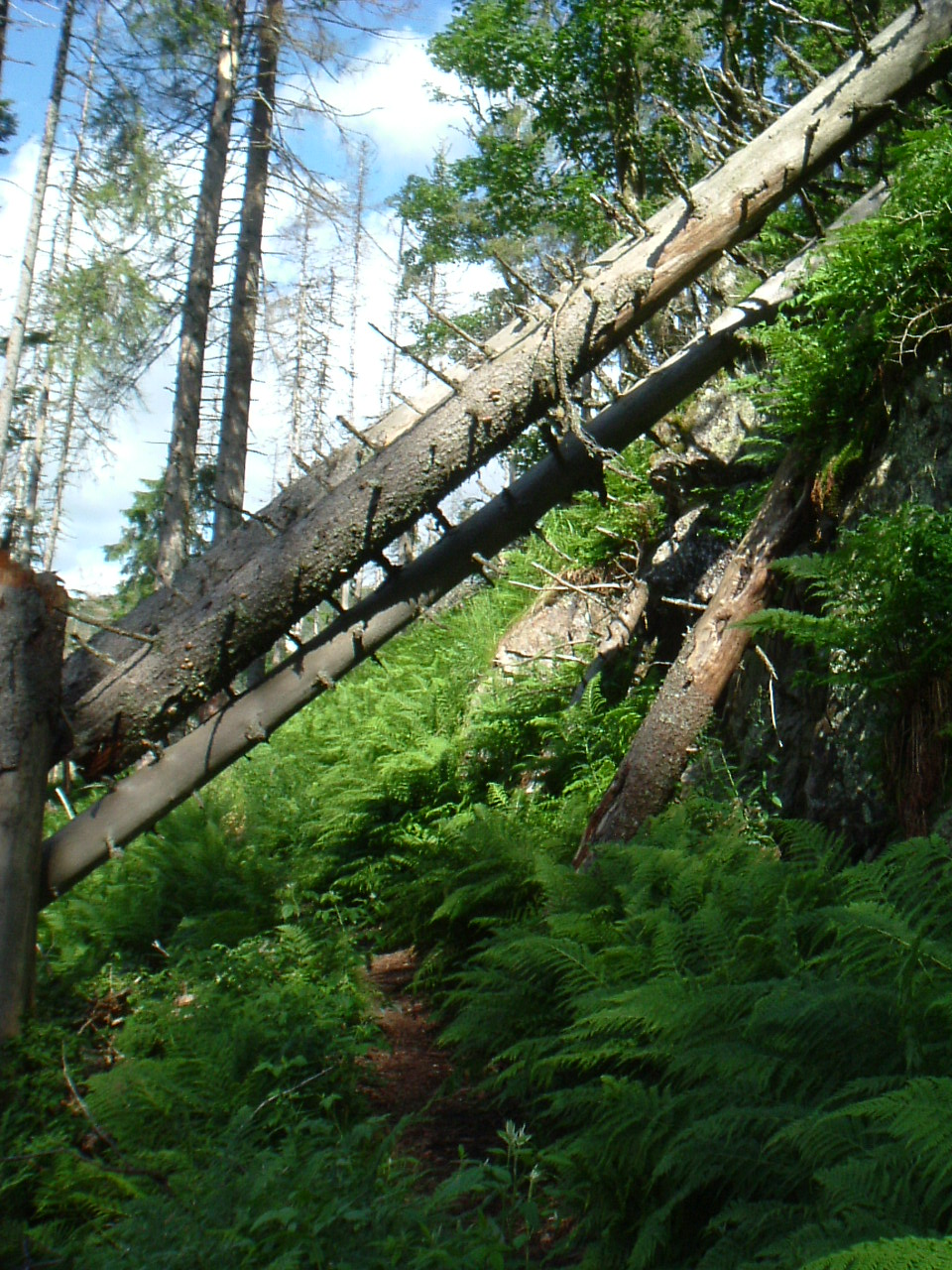
Windbruch über dem weitgehend zugewucherten Pfad

Der Alpine Pfad oder Alpine Steig ist einer der höchstgelegenen Wanderwege im Schwarzwald. Zwischen Hüttenwasen und Stübenwasen verläuft der Pfad größtenteils waagerecht durch die felsigen Nordabstürze des Feldbergs. Der Pfad ist  vom etwa in der Mitte gelegenen Ausstieg zur St. Wilhelmer Hütte bis zum westlich gelegenen Stübenwasen aus Naturschutzgründen (Lebensbereich Auerhahn) mittlerweile gesperrt, so dass nur noch das Teilstück zwischen Ausstieg zur St. Wilhelmer Hütte und dem nördlich gelegenen Hüttenwasen begangen werden darf. Da es sich um ein Naturschutzgebiet handelt, drohen bei Zuwiderhandlungen Bußgelder.
Der insgesamt gut dreieinhalb Kilometer lange Pfad wurde sowohl im gesperrten als auch zugänglichen Teil von der Forstverwaltung aufgegeben i.S. wird nicht wie andere Pfade instand gehalten, um dort die Entwicklung der Natur zu fördern.

## Lage
Der Weg verläuft oberhalb des Napfs, dem Talschluss des St. Wilhelmer Tals, und unterhalb der St. Wilhelmer Hütte und des Feldberg-Gipfels. Vom Hüttenwasen aus verläuft er im Uhrzeigersinn um den Napf herum, etwa auf halber Höhe zwischen Feldberg-Gipfel und Talgrund.
Der Alpine Pfad ist von der Stollenbacher Hütte (Zufahrt aus dem Zastlertal) bzw. der Erlenbacher Hütte (Zufahrt aus Oberried) am Toten Mann über den Hüttenwasen zu erreichen, ebenso von der Todtnauer Hütte aus (über den Stübenwasen).

## Charakteristik
Der Pfad stellt eine landschaftliche Besonderheit dar, da er zu den wenigen Wanderpfaden des Schwarzwaldes gehört, die durch ausgeprägt alpines Gelände mit Felsen und steile Tobeln führen. Weitere Wege, auf die dies zutrifft, sind der Felsenweg oberhalb des Feldsees, ein Pfad am Schultiskopf oberhalb des Simonswälder Tals, der Felsenweg bei Oberried sowie die Verbindung vom Feldbergpass zum Bernauer Kreuz. Zudem trägt der Pfad seinen Namen wegen der alpinen Vegetation, die auf der sonnenabgewandten und nur schwer zugänglichen Nordseite des Feldbergs einen ihrer letzten Rückzugsräume im Schwarzwald besitzt.
Der Alpine Pfad führt durch Mischwald, der aus Buchen, Ebereschen, Bergahorn, Fichten, Weißtannen und Douglasien besteht, wobei die Nadelbäume überwiegen. Der Weg passiert überdies Felswände, Lawinenbahnen und die für die landwirtschaftliche Nutzung des Schwarzwalds typischen waldfreien Viehweiden (am Hüttenwasen und unterhalb der St.-Wilhelmer-Hütte) wo heute z. T. Pioniervegetation anzutreffen ist. Besonders deutlich sind auch die Umweltschäden der letzten Jahre an den zahlreichen Baumskeletten abzulesen, die unterhalb von Feldberg-Gipfel und Stübenwasen stehen. Der Pfad endet am Ausstieg zur St. Wilhelmer Hütte, der markiert ist.

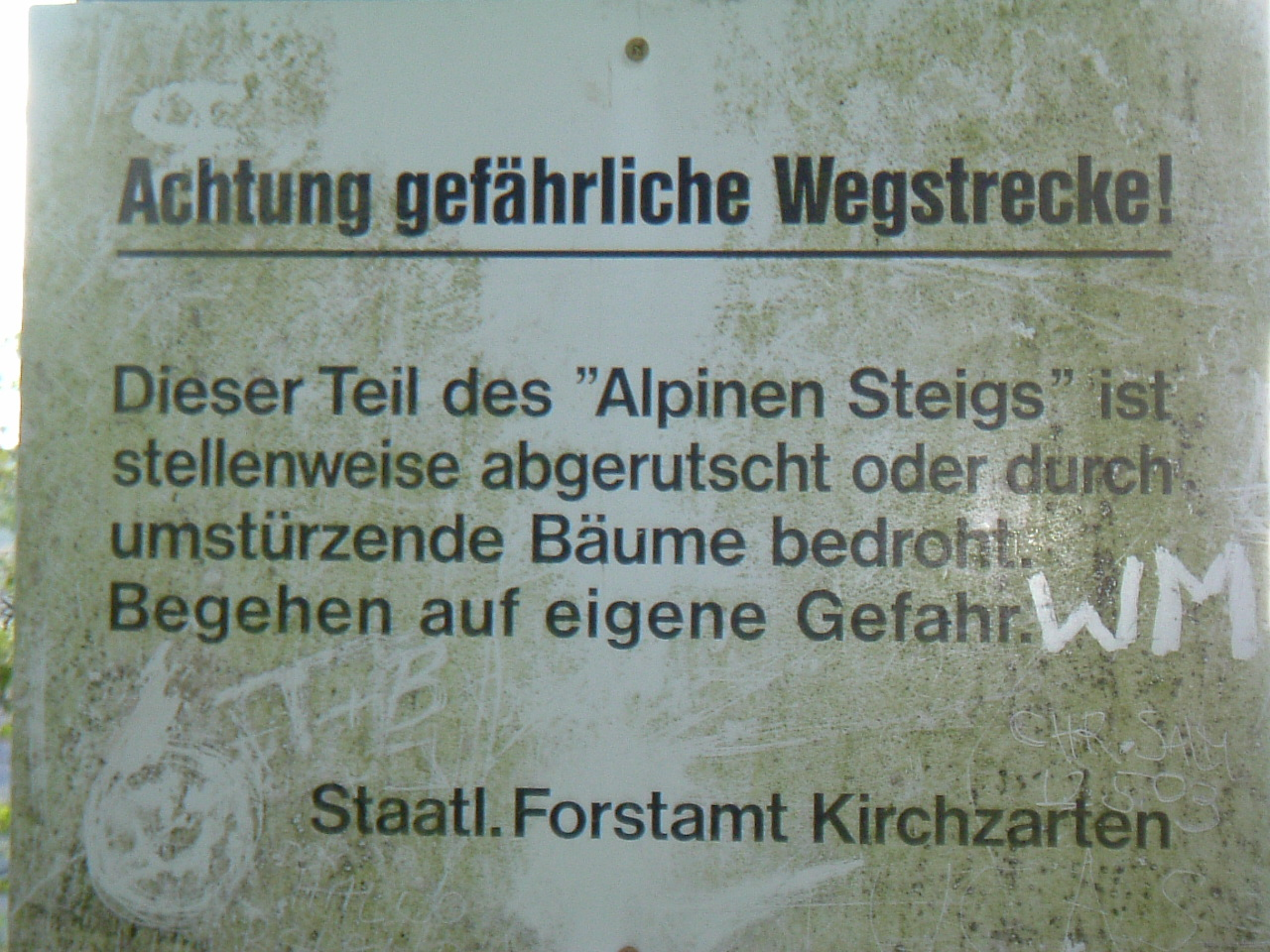
Früherer Warnhinweis am Einstieg des Alpinen Pfades

Der Weg wird seit einigen Jahren nicht mehr vom Schwarzwaldverein ausgeschildert und gepflegt. Er ist dennoch weiterhin begehbar und wird bisweilen in privater Initiative mit selbstgemachten Holzschildern oder roten Markierungen ausgestattet. An vielen Stellen ist der Weg durch umgestürzte oder gefällte Bäume blockiert. Im Sommer ist er zudem meist stark zugewachsen und teilweise schwer zu erkennen. Trittsicherheit ist erforderlich, es besteht stellenweise Absturzgefahr. Der Weg hat eine kurze Kletterstelle im II. Schwierigkeitsgrad (UIAA); die Bewertung nach der schweizerischen T - Skala ist T 4 (wegen der Kletterstelle, sonst T 3).